# شصت و نهمین جشنواره فیلم ونیز
شصت و نهمین جشنواره فیلم ونیز از ۲۹ اوت ۲۰۱۲ تا ۸ سپتامبر ۲۰۱۲ در ونیز اینالیا برگزار شد.. فیلم افتتاحیه این دوره فیلم بنیادگرای ناراضی ساخته میرا نائیر سینماگر هندی تبار است. مایکل مان کارگردان آمریکایی، رئیس هیئت داوران بخش مسابقه بین‌الملل را به عهده دارد. خانه پدری ساخته کیانوش عیاری، تنها فیلم ایرانی است که در این دوره پذیرفته شده‌است.